# 하이드록실아민
하이드록실아민(영어: hydroxylamine)은 화학식이 NH
2OH인 무기 화합물이다. 이 물질은 백색 결정의 흡습성 화합물이다. 하이드록실아민은 거의 무조건 수용액으로 제공되어 사용된다. 생물학적 질산화 작용의 중간 생성물이다. 하이드록실아민에 대한 NH3의 산화는 생물학적 질산화 작용에서의 한 단계이다.

## 같이 보기
- 아민